# Zack & Cody – Der Film
Zack & Cody – Der Film (The Suite Life Movie) ist eine US-amerikanische Dramakomödie, welche von Disney zur Fernsehserie Zack & Cody an Bord produziert wurde.

## Handlung
Nachdem sich Cody und Bailey die perfekten Pläne für die Frühlingsferien gemacht haben, nimmt Cody einen Job als Praktikant bei einem Forschungsunternehmen an. Er wollte es ihr mit einem Brief erklären, der aber durch Zack weggeflogen ist. Danach möchte er es ihr mit Worten erklären, schafft es aber nicht. Kurz darauf lässt Woody Zack, der in einem Schwimmreifen sitzt, mit einem Seil hinab, der dann Bailey alles erklärt. Daraufhin ist Bailey stocksauer und macht mit Cody Schluss. Als Mr. Mosby und Cody im Forschungszentrum merken, dass Zack weg ist, steuert dieser inzwischen ein 1 Milliarde Dollar teures U-Boot. Cody versucht das zu verhindern, wobei beide U-Boote zerstört werden. Cody wird gefeuert und er schwört nie wieder ein Wort mit Zack zu sprechen.
Dr. Olsen entdeckt schließlich die Zwillinge und sagt ihnen: sie wären ideal für ein Zwillings-Forschungsprojekt geeignet, ein Projekt das die Beziehung zwischen eineiigen Zwillingen erforscht. Sie nehmen das Angebot schlussendlich an.
Zu Beginn wirkt das Projekt ganz normal. Aber nach dem Essen von speziellen Früchten, bemerken sie, dass sie erst fühlen können, was der andere fühlt, und danach sogar die Gedanken voneinander hören können. Nachdem sie ein Gespräch zwischen Dr. Olsen und einem anderen Zwillingspaar per Zufall belauschen, wird ihnen klar, dass Dr. Olsen ein anderes Ziel hat, als er vorgibt. Die Spannung zwischen ihnen baut sich immer mehr und mehr auf. Sie geraten schließlich nicht nur emotional in Konflikt, sondern auch in einen tatsächlichen Kampf. Sie finden heraus, dass Dr. Olsen sie verschmelzen und zu einem Menschen machen will, den er (Dr. Olsen) nachher kontrollieren kann. Doch Dr. Olsen erwischt sie, während sie in dessen Computer seinen wahren Plan herausfinden.
Nach einer haarsträubenden Flucht gelingt es Dr. Olsen, sie zu fangen. Währenddessen sucht Bailey, Codys Exfreundin, nach Cody, weil sie sich mit ihm vertragen will. Durch Zufall findet sie zusammen mit den Schulkameraden London Tipton und Woody Fink den Mann, bei dem Cody ein Praktikum machen wollte. Dieser sagt ihnen, dass sich Zack und Cody möglicherweise in tödlicher Gefahr befinden. Zusammen mit ihm finden sie Dr. Olsen, der gerade dabei ist, Zack und Cody zu verschmelzen und Bailey und ihre Freunde mit einem unter Strom gesetzten Luftschild davon abhält, ihn zu stoppen. Zack und Codys Seelen kommen aus ihren Körpern und kämpfen gegeneinander, weil das der einzige Weg ist die Seelenverschmelzung zu stoppen. Schließlich schaffen sie es, Dr. Olsen zu besiegen. Währenddessen wird klar, dass Dr. Olsen der Zwillingsbruder von „Codys“ Professor ist. Dr. Olsen wurde böse, weil er neidisch auf seinen talentierteren Zwillingsbruder war. Am Ende des Filmes, kurz bevor die Polizisten Dr. Olsen abführen, vertragen sich Dr. Olsen und sein Zwilling.
Wieder an Bord der S.S. Tipton sieht man, wie Bailey und Cody sich küssen, außerdem fährt Zack mit seinem brandneuen Sportwagen zu dem Hafen zu einem Platz, wo er den am Deck stehenden Cody sehen kann. Leider ist es aber verboten dort zu parken, weil, wie Zack auf die harte Tour erfährt, dort die Container abgeladen werden. Ein Container, mit Sachen für London landet so direkt auf Zacks Sportwagen.
Die Handlung des Films hat keinen Einfluss auf die Handlung der Serie.

## Produktion
Nachdem am 20. September 2010 ein Disney Channel Original Movie zur Serie angekündigt wurde, begann die Produktion dazu im September 2010 im kanadischen Vancouver. Michael Saltzman und Robert Horn schrieben das Drehbuch zum Film.

## Besetzung und Synchronisation
| Rolle          | Darsteller            | Dt. Synchronsprecher |
| -------------- | --------------------- | -------------------- |
| Cody Martin    | Cole Sprouse          | Robert Schmalz       |
| Zack Martin    | Dylan Sprouse         | Robert Schmalz       |
| London Tipton  | Brenda Song           | Magdalena Turba      |
| Bailey Pickett | Debby Ryan            | Julia Kaufmann       |
| Woody Fink     | Matthew Scott Timmons | Dirk Petrick         |
| Dr. Spaulding  | John Ducey            | Klaus-Peter Grap     |
| Nellie         | Katelyn Pacitto       | Anita Hopt           |
| Kellie         | Kara Pacitto          | Anita Hopt           |
| Dr. Olsen      | Matthew Glave         | Viktor Neumann       |
| Mr. Moseby     | Phill Lewis           | Norman Matt          |

## Ausstrahlung
Die Premiere war am 25. März 2011 auf dem amerikanischen Disney Channel. In Deutschland lief er zum ersten Mal am 9. Juli 2011. Der erste Trailer zum Film wurde am 9. Februar 2011 auf der offiziellen YouTube-Seite von Disney Channel veröffentlicht.
Nachdem der Film mehrmals bei ProSieben angekündigt wurde, erfolgte die Ausstrahlung nicht. Die Free-TV-Premiere fand nun am 30. März 2012 auf Super RTL statt. Am selben Tag wurde auch das Serienfinale gezeigt.

### Einschaltquoten
| Fernsehsender      | Datum         | Zuschauer      |
| ------------------ | ------------- | -------------- |
| Disney Channel USA | 25. März 2011 | 5,23 Millionen |
| Super RTL          | 30. März 2012 | 1,16 Millionen |